# قطعنامه ۱۰۸۴ شورای امنیت
قطعنامه ۱۰۸۴ شورای امنیت سازمان ملل متحد که در تاریخ ۲۷ نوامبر ۱۹۹۶ تصویب شد، سندی بین‌المللی دربارهٔ بررسی وضعیت صحرای غربی است. این قطعنامه طی نشست ۳۷۱۸ام با ۱۵ رای موافق، ۰ مخالف و ۰ ممتنع تصویب شد.